# Кролон
Кролон (фр. Crollon) насеље је и општина у северној Француској у региону Доња Нормандија, у департману Манш која припада префектури Авранш.
По подацима из 2011. године у општини је живело 251 становника, а густина насељености је износила 53,63 становника/km². Општина се простире на површини од 4,68 km². Налази се на средњој надморској висини од 25 метара (максималној 80 m, а минималној 24 m).

## Демографија
| 1962. | 1968. | 1975. | 1982. | 1990. | 1999. | 2011. |
| ----- | ----- | ----- | ----- | ----- | ----- | ----- |
| 190   | 218   | 190   | 183   | 207   | 213   | 251   |

График промене броја становника у току последњих година